# دیوید بویل (بازیکن فوتبال)
دیوید بویل (انگلیسی: David Boyle; ۲۴ آوریل ۱۹۲۹ – ۱۶ نوامبر ۲۰۰۹) بازیکن فوتبال اهل بریتانیا بود.
از باشگاه‌هایی که در آن بازی کرده‌است می‌توان به باشگاه فوتبال بارنزلی، باشگاه فوتبال کرو آلکساندرا، باشگاه فوتبال چسترفیلد، باشگاه فوتبال بیکاپ بورو، باشگاه فوتبال نیوکاسل یونایتد، و باشگاه فوتبال برادفورد سیتی اشاره کرد.